# Epigonus telescopus
Sonneur commun, Cardinal noir
Espèce
Synonymes
- Epigonus macrophthalmus Rafinesque, 1810[2] [3] [4]
- Pomatomus cuvieri Cocco, 1829[2] [3] [4]
- Pomatomus cuvierii Cocco, 1829[2] [3] [4]
- Pomatomus telescopium Risso, 1810[2] [3] [4]
- Pomatomus telescopus Risso, 1810[2] [3][4]

Statut de conservation UICN

LC : Préoccupation mineure
Le Sonneur commun (Epigonus telescopus), ou littéralement cardinal noir d'après son nom en anglais, est une espèce de poissons cardinaux que l'on retrouve dans la plupart des océans tempérés du monde à des profondeurs comprises entre 75 et 1 200 m, mais surtout entre 300 et 800 m. Il peut atteindre une longueur de 75 cm LT, bien que la plupart des spécimens n'excèdent pas 55 cm LT. Il a été signalé que cette espèce peut atteindre l'âge de 104 ans.

## Dénominations
| Groupe ou zone linguistique | Nom autochtone                |
| --------------------------- | ----------------------------- |
| Anglais                     | Black cardinal fish Bulls-eye |
| Français                    | Sonneur commun                |
| Maori                       | Akiwa                         |
| Japonais                    | Tenjikudai Yesemutsu          |

## Description
Le sonneur commun est un poisson peu profond, aux grands yeux, au museau arrondi et à la mâchoire inférieure légèrement saillante. La nageoire dorsale est en deux parties et compte sept ou huit épines et neuf à onze rayons mous. La nageoire anale a deux épines et neuf rayons doux. La couleur générale de ce poisson est brun violacé ou noir et les spécimens vivants sont irisés.

## Répartition et habitat
Le sonneur noir est un poisson bentho-pélagique d'eau profonde que l'on trouve sur les marges continentales, les crêtes et les monts sous-marins en Atlantique Nord, de l'Islande aux îles Canaries et aux Monts sous-marins du Corner Rise (en). On le trouve également dans l'Atlantique Sud-Est, y compris la dorsale de Walvis au large du sud-ouest de l'Afrique, dans l'océan Indien et dans le sud-ouest de l'océan Pacifique.

## Pêche
Ce poisson fait l'objet d'une pêche commerciale, principalement autour des monts sous-marins. D'après les statistiques de pêche de la FAO, les prises annuelles mondiales se situaient entre 1 355 et 4 353 tonnes de 2000 à 2009, la plupart des poissons ayant été pêchés dans le Pacifique Sud-Ouest (Zone de pêche 81 de la FAO).  Cependant, selon Watson et al., les prises ont atteint un pic de 10 000 tonnes en 2000.